# Mónica Calzetta Ruiz
Mónica Calzetta Ruiz, nació en Ginebra, Suiza, el 29 de noviembre de 1972. Es la primera jugadora española en obtener el título de Gran Maestra Femenina (WGM). En 2023 se proclamó campeona del mundo en la categoría senior +50.

## Vida personal
Es hija de padre italiano y de madre española, y tiene un hermano. Cuando contaba con seis años de edad, su familia se trasladó a Palma de Mallorca, donde aún reside. Está casada con el maestro internacional Sergio Estremera Paños.

## Resultados individuales
Ha sido siete veces campeona de España: en los años 1997, 2000, 2002, 2004, 2005, 2007 y 2009, y resultó subcampeona en tres ocasiones, en los años 1996, 1999 y 2013.
Ganadora de los torneos zonales -pertenecientes al ciclo del campeonato mundial- de Chambéry (Francia) 1995 y Saint Vincent (Italia) 1999
En el año 2010 se proclama campeona femenina de la Unión Europea, en un torneo celebrado en Arvier, Valle de Aosta.
En 2023 Mónica Calzetta se proclama Campeona del Mundo Senior +50 en Terrasini (Italia)

## Resultados por equipos
Ha representando a España en las Olimpiadas de ajedrez en catorce ocasiones: en los años 1992, 1994, 1996, 2000, 2002, 2004, 2006, 2008, 2010, 2012, 2016, 2018, 2020 y 2022 en sies ocasiones defendiendo el primer tablero. y en el Campeonato de Europa de ajedrez por equipos en doce ocasiones, en los años 1997, 1999, 2001, 2003, 2005, 2007, 2009, 2011, 2015, 2017,2019 y 2021 en cuatro ocasiones defendiendo el primer tablero.